# Bochoř
Bochoř (en allemand : Bochorz ; en 1939–1945 : Bochorsch) est une commune du district de Přerov, dans la région d'Olomouc, en République tchèque. Sa population s'élevait à 977 habitants en 2020.

## Géographie
Bochoř se trouve à 5 km au sud-ouest du centre de Přerov, à 24 km au sud-est d'Olomouc, à 75 km au sud-ouest d'Ostrava et à 228 km à l'est-sud-est de Prague.
La commune est limitée par Troubky au nord-ouest, par Přerov au nord et à l'est, par Věžky au sud-est, par Vlkoš au sud et par Záříčí à l'ouest.

## Histoire
La première mention écrite du village date de 1294.